# Carum appuanum
Carum appuanum là một loài thực vật có hoa trong họ Hoa tán. Loài này được (Viv.) Grande mô tả khoa học đầu tiên năm 1914.